# Эслен де Бийом, Юг
Юг Эслен де Бийом (фр. Hugues Aycelin de Billom, также известный как Ugo Billomo, Hughes Séguin, Ugo Seguin de Billon, Hughes Aycelin de Montaigut, Hugues Séguin de Billon встречается написание его фамилии как Billo, Billay)  — доминиканец, французский кардинал, декан Коллегии кардиналов c 1294 года до смерти в 1297 году.

## Биография
Преподавал теологию в Париже, Орлеане, Анже, Руане и Осере, позднее в Витербо и Риме. Консистория 16 мая 1288 провозгласила его кардиналом-священником церкви Санта-Сабина. Участвовал в конклавах 1292—1294 годов (Целестин V) и 1294 года (Бонифаций VIII). В 1294 стал кардиналом-епископом Остии и Веллетри, с 1295 года камерленго Коллегии кардиналов. Его авторству принадлежат множество работ по богословию, а также комментарии к книгам Притчей и Плачу Иеремии.